# Institut canadien d'art vocal
L'Institut canadien d'art vocal est un organisme à but non lucratif dont les missions principales sont (1) d'offrir à de jeunes chanteurs lyriques en début de carrière trois semaines de formation intensive, (2) de participer à la construction de leur réseau professionnel et (3) de contribuer au rayonnement de l'opéra au Québec et au Canada.

## Historique
L’idée de tenir le stage à Montréal est due à Faigie Zimmerman, de l’Israel Vocal Arts Institute, une Montréalaise d’origine résidant à Tel-Aviv, et à Denise Massé (en), pianiste répétitrice et accompagnatrice. La création de l’Institut canadien d’art vocal est le résultat de la vision et de la détermination de ses deux cofondatrices, Roni Blanshay, femme d’affaires montréalaise, et Margot Provencher, responsable de la Fondation Jacqueline-Desmarais pour les jeunes chanteurs d’opéra canadiens. L'Institut n’aurait pu voir le jour sans  leur conviction de la nécessité d’offrir à Montréal un haut lieu de perfectionnement musical. À elles s’est joint pendant plusieurs années M. Richard Turp, directeur artistique de la Société musicale André-Turp.
L’initiative a été accueillie avec enthousiasme par Jacqueline Desmarais, aujourd'hui présidente d’honneur de l'ICAV. Se sont joints Sophie Desmarais, Julia Reitman et les hommes d’affaires et mécènes David B. Sela (COPAP Inc.), le Dr Hans Black et Bernard Stotland, FCA (MNP). La Faculté de musique de l’Université de Montréal apporte également un appui important au projet depuis de nombreuses années.

## Mission
L’Institut canadien d’art vocal (ICAV) a été fondé en février 2004 par un groupe de personnes ayant à cœur le développement de la carrière de jeunes chanteurs d’opéra ainsi que le positionnement de Montréal sur la scène internationale de l’art vocal. Le but premier de l’Institut est de tenir annuellement, à Montréal, un stage international de perfectionnement pour jeunes chanteurs. La première édition a eu lieu en juin 2004.
Le stage de l'ICAV est organisé en collaboration avec l’International Vocal Arts Institute (IVAI), la Fondation Jacqueline Desmarais pour jeunes chanteurs d’opéra canadiens et la Faculté de Musique de l’Université de Montréal.
L’International Vocal Arts Institute, sous la direction artistique de Joan Dornemann, assistante chef et coach au Metropolitan Opera de New York, offre des stages d’opéra en Israël, aux États-Unis, en Chine, au Japon, au Mexique, en Italie ou encore au Porto Rico.

## Programme
Les rencontres entre enseignants et chanteurs permettent des échanges et des contacts déterminants en début de carrière. Les événements publics font connaître des aspects passionnants de la formation des chanteurs, dont la discipline est souvent comparée à celle des grands sportifs. Pendant trois semaines, une quarantaine de jeunes chanteurs, finissants d’institutions reconnues ou jeunes professionnels, bénéficient, à raison de six heures par jour, de cours individuels ou en groupes.

## Sélection
Les chanteurs et les chanteuses désirant participer au stage doivent posséder les aptitudes vocales, musicales et techniques appropriées leur permettant de bénéficier pleinement du programme de l’Institut canadien d’art vocal. Le stage est accessible à des étudiants avancés et à de jeunes chanteurs professionnels dotés d’un réel potentiel de carrière. Pour ce stage, la sélection des chanteurs se fait chaque année par voie d’auditions, à New York et à Montréal.